# フルーツオブザルーム
- フルートオブザルーム
- フルーツ・オブ・ザ・ルーム

フルーツオブザルーム（英語: Fruit of the Loom）は、衣料、特に下着を製造・販売するアメリカ合衆国の会社である。本社はケンタッキー州ボーリンググリーン にある。2002年以来、バークシャー・ハサウェイの管理下にある。1851年創立の伝統ある会社で、1990年代に倒産を経験したが、2002年以来バークシャー・ハサウェイに買収されて、現在は再生した。本来のブランド品以外に、それ以来買収した会社のB.V.D.、スポルディングのスポーツウェアなども扱っている。

## 概要
フルーツオブザルーム（Fruit of the Loom＝織機の果実）は男性・女性の下着、プリンタブルTシャツ、フリース、カジュアルウェアなどのメーカーである。世界の従業員は、32,400人に上る。
1851年、アメリカ合衆国ロードアイランド州で製糸工場の持ち主のロバート・ナイト（Robert Knight）が友人を訪ねた時に、彼の娘さんがリンゴのあるロゴをデザインしてくれて、それを使った製品が一番人気だった。また商標「Fruit of the Loom」（織機の果実）は、つまりは衣服で、聖書の「胎の実り」（fruit of the womb、詩篇: 127:3）、つまりは「子供」に、ピッタリの表現に感じた。1871年には米国の商標に関する法律ができて、翌年ナイトは418番目の商標を貰っている。
20世紀に入って、会社はノースウェスト・インダストリーズ（Northwest Industries, Inc.）の一部になり、さらに1985年にはウィリアム・ファーリー（William F. Farley）のファーリー・インダストリー（Farley Industries, Inc.）に買われた。なお、1976年にはB.V.D.を買収している。
ファーリーがおもな株主で社長だった15年間、売り上げは5億ドルから25億ドルに増えた。しかし、当時は業界で普通に行われていた借入金も多く、実際は難しい経営をしていて、1987年には、子会社をエグザイド社（Exide Corporation）に売ったりしている。
1990年代は米国のアパレル産業は、北米自由貿易協定（NAFTA）および関税及び貿易に関する一般協定（GATT）のため、試練の時期だった。1995年、会社は米国南東部の6工場を閉鎖して、さらに2工場を縮小して、海外の安い工場へ生産を移した。
1999年には、フルーツオブザルームは連邦倒産法第11章を適用した倒産に追い込まれた。1997年には44ドルだった株価は、2000年には1ドル以下に下がってしまった。倒産の理由はいくつかあるが、1980年代の借入金のためもあり、ファーリー社長は倒産以前に辞めさせられている。
2002年、ウォーレン・バフェットのバークシャー・ハサウェイに買収された。2006年に、バークシャー・ハサウェイはラッセル社（Russell Corporation）も買収している。この買収でラッセル社がすでに買収していたスポルディングのスポーツウェアなども扱うようになった（スポルディングのゴルフ用品は別で、その後キャロウェイに買収されている。）。2007年には「ヴァニティーフェア」ブランド（Vanity Fair Brands）で有名なVF社（VF Corporation）も買収している。
2014年には、ケンタッキー州ジェームズタウン（Jamestown）にある在米第二の工場を閉鎖して、生産をコストが安いホンジュラスへ移した。

## FTLジャパン
日本ではFTLジャパン株式会社が取り扱っている。設立は1997年、本社は東京都目黒区にあり、事業内容は「各種衣料品の製造および販売」としている。同社はフルーツオブザルーム（Fruite of the Loom）の他に、ラッセルアスレティック（Russell Athletic）、ジャージーズ（Jerzees）のブランドも取り扱っている。